# Giuseppe Maria Maragioglio
Giuseppe Maria Maragioglio (Salemi, 17 mei 1811 – Patti, 20 januari 1888) was een kapucijn en bisschop van Patti op het eiland Sicilië, in het koninkrijk Italië.

## Levensloop

### Jonge kapucijn
Maragioglio groeide op in Salemi, in de westelijke provincie Trapani op Sicilië. In 1829 – aan de leeftijd van 18 jaar – trad hij in bij de kapucijnen in Palermo, hoofdstad van Sicilië. Na zijn priesterstudies aldaar werd hij in 1834 tot priester gewijd. 
Hij trad in dienst van het provinciaal kapittel der kapucijnen op Sicilië, met zetel in Palermo. De taken van predikant, docent, provinciaal secretaris, beheerder, adviseur en provinciaal definitor werden hem toebedeeld. Een definitor in een orde, zoals de kapucijnen, hielp de provinciaal met bepaalde taken uit te voeren. Maragioglio maakte zich nuttig voor de armen en de Palermitanen die getroffen werden door een cholerauitbraak.
In Palermo bleef hij jaren actief tot in 1859. Dat jaar trok hij naar Rome, hoofdstad der Pauselijke Staat, om te werken voor het generaal kapittel der kapucijnen. Kort nadien, in  1860, viel het staatsgezag der Beide Siciliën weg in Sicilië. Maragioglio’s broer Antonino was een fervent militielid van Garibaldi, ook wanneer deze antiklerikale maatregelen uitvaardigde. Met behendigheid onderhandelde Maragioglio met de nieuwe autoriteiten in Palermo; hij slaagde er in om in 1869 de ziekenboeg van de kapucijnen in Palermo terug te kopen.
In het generaal kapittel in Rome was Maragioglio achtereenvolgens generaal definitor, visitator, procureur-generaal voor het tuchtrecht, en vanaf 1872 commissaris ter plaatsvervanging van de generaal-overste der kapucijnen. De generaal-overste, Nicola da S. Giovanni, was immers Italië ontvlucht na de Inname van Rome (1870), en dit onder dwang van de nieuwe autoriteiten in Rome; de Pauselijke Staat hield namelijk op te bestaan, ten voordele van het eengemaakte koninkrijk Italië. Van Maragioglio werd verteld dat hij troostend rondtrok bij medebroeders die te lijden hadden van het nieuwe regime.

### Bisschop van Patti
Paus Pius IX stelde Maragioglio in 1875 aan als bisschop van Patti, in het oosten van Sicilië. Kardinaal-aartsbisschop Celesia, een voormalige bisschop van Patti, wijdde hem tot bisschop. De plechtigheid vond plaats in de kathedraal van Palermo. Maragioglio koos als bisschopsleuze: Praefulget in supernis, terras perlustrat. Het is een omschrijving voor Maria als Sterre der Zee. In zijn wapenschild figureert de Mariale ster der zee.
In Patti was bisschop Maragioglio een organisator. Hij steunde liefdadigheidswerken. In de parochies eiste hij dat de priesters ’s zondags catechismuslessen gaven zowel aan kinderen als aan volwassen. Hij volgde de lessen der priesterseminaristen in Patti persoonlijk op. Ook stimuleerde hij de Mariacultus in de Basiliek van de Zwarte Madonna in Tindari. 
Bij een uitbraak van cholera in 1886 organiseerde hij de noodhulp. 
Datzelfde jaar werd hij vereerd met de titel van ridder van de Orde van het Heilig Graf van Jeruzalem. Later werd hij bevorderd tot grootofficier in deze ridderorde.
In 1888 overleed hij in Patti. Op zijn vraag werd hij begraven in het Mariaheiligdom in Tindari. Twaalf jaar later beval het provinciaal kapittel in Palermo dat zijn stoffelijk overschot overgebracht werd naar hun grafkapel. Van deze kapel in Palermo was Maragioglio nog de bouwheer geweest.